# Parnauti
Parnauti (en georgiano: ფარნაუთი; en armenio: Փառնաութ; en abjasio: Ԥарнаут) es una aldea que pertenece a la parcialmente reconocida República de Abjasia, parte del distrito de Gulripshi, aunque de iure pertenece al municipio de Gulripshi de la República Autónoma de Abjasia de Georgia.

## Geografía
Parnauti se encuentra en las estribaciones montañosas de Abjasia. La aldea se encuentra a 9 km de Gulripshi y se administra desde el pueblo de Pshapi. 

## Historia
El pueblo fue fundado en 1878 y los armenios llegaron en 1903 de los pueblos alrededor de Trebisonda. La aldea fue creada en 1948 por la unión de las aldeas de Ivánovo-Alekseevka, Kuchukstambul, Orkudu y Najalovka. 

## Demografía
La evolución demográfica de Parnauti entre 1959 y 1989 fue la siguiente:
| 650                                                 | 130 |
| (Fuente: Population of Abkhazia since Soviet times) |     |

Antes de la guerra de Abjasia, la mayoría de la población local eran armenios y georgianos.

## Economía
Los habitantes se dedican al cultivo de tabaco, maíz y cítricos, a la horticultura y a la ganadería. 

## Infraestructura

### Educación
El pueblo tenía escuelas secundarias armenias y primarias georgianas.